# Stillwater County
Stillwater County ist ein County im Bundesstaat Montana der Vereinigten Staaten. Der Sitz der Countyverwaltung (County Seat) befindet sich in Columbus.

## Demografische Daten
Nach der Volkszählung im Jahr 2000 lebten im County 8.195 Menschen. Es gab 3.234 Haushalte und 2.347 Familien. Die Bevölkerungsdichte betrug 2 Einwohner pro Quadratkilometer. Ethnisch betrachtet setzte sich die Bevölkerung zusammen aus 96,82 % Weißen, 0,13 % Afroamerikanern, 0,70 % amerikanischen Ureinwohnern, 0,21 % Asiaten, 0,02 % Bewohnern aus dem pazifischen Inselraum und 0,94 % aus anderen ethnischen Gruppen; 1,18 % stammten von zwei oder mehr ethnischen Gruppen ab. 2,01 % der Bevölkerung waren spanischer oder lateinamerikanischer Abstammung.
Von den 3.234 Haushalten hatten 32,60 % Kinder und Jugendliche unter 18 Jahre, die bei ihnen lebten. 64,60 % waren verheiratete, zusammenlebende Paare, 5,00 % waren allein erziehende Mütter. 27,40 % waren keine Familien. 24,10 % waren Singlehaushalte und in 9,60 % lebten Menschen im Alter von 65 Jahren oder darüber. Die Durchschnittshaushaltsgröße betrug 2,48 und die durchschnittliche Familiengröße lag bei 2,94 Personen.
Auf das gesamte County bezogen setzte sich die Bevölkerung zusammen aus 25,30 % Einwohnern unter 18 Jahren, 5,70 % zwischen 18 und 24 Jahren, 26,90 % zwischen 25 und 44 Jahren, 27,60 % zwischen 45 und 64 Jahren und 14,50 % waren 65 Jahre alt oder darüber. Das Durchschnittsalter betrug 41 Jahre. Auf 100 weibliche Personen kamen 104,00 männliche Personen, auf 100 Frauen im Alter ab 18 Jahren kamen statistisch 102,80 Männer.
Das jährliche Durchschnittseinkommen eines Haushalts betrug 39.205 USD, das Durchschnittseinkommen der Familien betrug 45.238 USD. Männer hatten ein Durchschnittseinkommen von 32.148 USD, Frauen 19.271 USD. Das Prokopfeinkommen betrug 18.468 USD. 9,80 % der Bevölkerung und 6,20 % der Familien lebten unterhalb der Armutsgrenze. 12,20 % davon waren unter 18 Jahre und 9,20 % waren 65 Jahre oder älter.

## Geschichte
Elf Bauwerke und Stätten des Countys sind im National Register of Historic Places eingetragen (Stand 9. Februar 2018).

## Orte im Stillwater County
Towns
| - Columbus |

Census-designated places (CDP)
| - Absarokee - Park City - Reed Point |

Unincorporated Communitys
| - Beehive - Dean - Fishtail | - Molt - Nye - Rapelje |

Ghost Towns
| - Limestone - Springtime - Wheat Basin |